# Datam Polystar
Datam Polystar (株式会社 データム・ポリスター) est une société japonaise de développement et d'édition de jeu vidéo, basée à Tokyo .

## Liste de jeux
- Makeruna! Makendō (1993, SNES)
- Märchen Adventure Cotton 100% (1994, SNES)
- Madara Saga: Youchien Senki Madara (1996, SNES)
- Trizeal (2006, PS2)